# Ebalus di Aquitania
Ebalus d'Aquitania, detto anche Ebles Manzer o Ebles il Pio o Ebalus il Bastardo (870 circa – 934 circa) è stato un sovrano franco, conte di Poitiers (prima 890-892 e poi 902-934), duca d'Aquitania (prima 890-892 e poi 927-932) e conte d'Alvernia (927-932).

## Origine
Secondo il monaco e storico, Ademaro di Chabannes, era figlio del duca d'Aquitania, conte di Poitiers e conte d'Alvernia, Ranulfo II e di una sua concubina di cui non si conosce né il nome né gli ascendenti; la discendenza è confermata anche dal Chronicon Santi Maxentii Pictavinis.

## Biografia
Nell'890, alla morte del padre, gli succedette nei titoli di duca d'Aquitania e di conte di Poitiers.
Nell'890 Ebalus fu fidanzato ad Arenburga come conferma un documento dell'892, ma non si ha conferma della data esatta del matrimonio.
Nell'890, Ademaro d'Angoulême, figlio di un precedente conte di Poitiers, Emenone di Poitiers, per spodestare il giovane conte, Ebalus il Bastardo, tentò di impadronirsi della contea di Poitier. Ma Ebalus riuscì a rifugiarsi ad Aurillac, che fu assediata inutilmente da Ademaro.
L'impresa gli riuscì due anni dopo, quando il re dei Franchi Occidentali, Oddone, assegnò la contea di Poitiers a suo fratello, Roberto (futuro re dei Franchi Occidentali); Ademaro allora riuscì ad occupare la città e a proclamarsi conte e fu confermato dal re conte di Poitiers, nell'estate dell'895.
 Ebalus si rifugiò in Alvernia presso il conte Guglielmo il Pio, che, in quello stesso anno, ne approfittò per impadronirsi dell'Aquitania, eccetto la contea di Poitiers.
Approfittando dell'assenza di Ademaro, nel 902, con un esercito, messogli a disposizione da Guglielmo il Pio, conquistò Poitiers e poi sconfisse in combattimento Aymar. Il nuovo re di Francia, Carlo il Semplice (con cui Ebalus era cresciuto, alla corte di Ranulfo II), gli concedette il titolo di conte di Poitiers, ed a sua volta Ebalus distribuì le viscontee del Poitiers ai suoi fedeli.
Nel 904 il re gli conferì la contea di Limoges.
Nel 910 Ebalus fece parte dell'armata che prese parte ai combattimenti contro i Vichinghi, comandati da Rollone. La guerra tra Franchi e Vichinghi proseguì anche l'anno successivo e, verso la fine del 911, i due schieramenti riconobbero la forza reciproca e stipularono il trattato di Saint-Clair-sur-Epte, dove si convenne che i Vichinghi si sarebbero stanziati nel bacino della Senna, tra Rouen, Lisieux e Évreux, a patto che rendessero omaggio al re dei Franchi, Carlo, ricevessero il battesimo e si impegnassero a difendere il regno dei Franchi occidentali o di Francia.
Dopo la morte (918) di Guglielmo il Pio, Ebalus appoggiò i successori Guglielmo il Giovane e Alfredo, che, prima di morire, per il ducato d'Aquitania e la contea di Poitiers, come riportato da Richard, A. nell'Histoire des Comtes de Poitou (ed. 1903), scelse come erede Ebalus il Bastardo, per cui, alla morte di Alfredo l'Aquitania tornò al suo legittimo duca, Ebalus, discendente del casato di Poitiers, l'Alvernia invece avrebbe dovuto andare al fratello di Alfredo, Bernardo III, a cui Ebalus, nel 927, alla morte di Alfredo, contese la contea. Per cui, oltre al titolo di conte di Poitiers, si attribuì i titoli duca d'Aquitania, conte d'Alvernia e conte del Berry.
Nel 929, il re di Francia, Rodolfo, volendo ridurre la potenza di Ebalus, dapprima gli tolse la contea del Berry e poi nel 932 trasferì i titoli di duca d'Aquitania e conte d'Alvernia al conte di Tolosa Raimondo Ponzio.
Morì probabilmente tra il 934 (anno in cui Ebalus compare ancora attivo in un documento del mese di gennaio di quell'anno) ed il 935 lasciando il titolo di conte di Poitiers al figlio Guglielmo Testa di Stoppa.

## Discendenza
Dalla prima moglie, Aremburga, Ebalus ebbe un figlio:
- Guglielmo Testa di Stoppa (900-963), conte di Poitiers[11], duca d'Aquitania e conte d'Alvernia.

Nel (911), Ebalus aveva sposato, in seconde nozze, Emiliana, da cui ebbe un figlio:
- Ebalus (ca. 920-977), abate di Saint-Martin e di san Maxentii[12], poi vescovo[11] di Limoges.

## Ascendenza
|                        |   |                       | Genitori              |  |  | Nonni |  |  | Bisnonni             |  |  | Trisnonni |  |
|                        |   |                       |                       |  |  |       |  |  | Gerardo I d'Alvernia |  |  | …         |  |
|                        |   |                       |                       |  |  |       |  |  | Gerardo I d'Alvernia |  |  | …         |  |
|                        |   | …                     |                       |  |  |       |  |  | Gerardo I d'Alvernia |  |  |           |  |
| Ranulfo I di Poitiers  |   |                       |                       |  |  |       |  |  | Gerardo I d'Alvernia |  |  |           |  |
|                        |   | Ildegarda dei Franchi | Ludovico il Pio       |  |  |       |  |  |                      |  |  |           |  |
|                        |   | Ildegarda dei Franchi | Ludovico il Pio       |  |  |       |  |  |                      |  |  |           |  |
|                        |   | Ildegarda dei Franchi | Ermengarda di Hesbaye |  |  |       |  |  |                      |  |  |           |  |
| Ranulfo II di Poitiers |   | Ildegarda dei Franchi |                       |  |  |       |  |  |                      |  |  |           |  |
|                        |   | …                     | …                     |  |  |       |  |  |                      |  |  |           |  |
|                        |   | …                     | …                     |  |  |       |  |  |                      |  |  |           |  |
|                        |   | …                     | …                     |  |  |       |  |  |                      |  |  |           |  |
| Blichilde del Maine    |   | …                     |                       |  |  |       |  |  |                      |  |  |           |  |
|                        |   | …                     | …                     |  |  |       |  |  |                      |  |  |           |  |
|                        |   | …                     | …                     |  |  |       |  |  |                      |  |  |           |  |
|                        |   | …                     | …                     |  |  |       |  |  |                      |  |  |           |  |
| Ebalus di Aquitania    |   | …                     |                       |  |  |       |  |  |                      |  |  |           |  |
|                        | … | …                     |                       |  |  |       |  |  |                      |  |  |           |  |
|                        | … | …                     |                       |  |  |       |  |  |                      |  |  |           |  |
|                        | … | …                     |                       |  |  |       |  |  |                      |  |  |           |  |
| …                      | … |                       |                       |  |  |       |  |  |                      |  |  |           |  |
|                        |   | …                     | …                     |  |  |       |  |  |                      |  |  |           |  |
|                        |   | …                     | …                     |  |  |       |  |  |                      |  |  |           |  |
|                        |   | …                     | …                     |  |  |       |  |  |                      |  |  |           |  |
| …                      |   | …                     |                       |  |  |       |  |  |                      |  |  |           |  |
|                        |   | …                     | …                     |  |  |       |  |  |                      |  |  |           |  |
|                        |   | …                     | …                     |  |  |       |  |  |                      |  |  |           |  |
|                        |   | …                     | …                     |  |  |       |  |  |                      |  |  |           |  |
| …                      |   | …                     |                       |  |  |       |  |  |                      |  |  |           |  |
|                        |   | …                     | …                     |  |  |       |  |  |                      |  |  |           |  |
|                        |   | …                     | …                     |  |  |       |  |  |                      |  |  |           |  |
|                        |   | …                     | …                     |  |  |       |  |  |                      |  |  |           |  |
|                        |   | …                     |                       |  |  |       |  |  |                      |  |  |           |  |

### Fonti primarie
- (LA)  Ademarus Engolismensis Historiarum.
- (LA)  Chronicon Santi Maxentii Pictavinis.

### Letteratura storiografica
- René Poupardin, I regni carolingi (840-918), in «Storia del mondo medievale», vol. II, 1979, pp. 583–635
- Allen Mayer, I vichinghi, in «Storia del mondo medievale», vol. II, 1979, pp. 734–769